# Quest (cantante)
José Villanueva III, conocido artísticamente como Quest. Es un cantautor filipino, quien se hizo conocer con su primer tema musical titulado "Sige Lang" en 2012. Además interpreta una fusión de diferentes estilos musicales como el Hip-hop y R & B, en la que fue ganador, principalmente por su Mejor Video musical de género Urbano en 2010, en la que obtuvo los premios "MYX Filipinas".

## Carrera
Su carrera musical empezó, cuando empezó a perfeccionar su forma de cantar. Siendo entonces, director del ministerio de la música "Fort", que es congregación cristiana conocida como "Victory Christian Fellowship" en Manila. En 2007 su carrera musical, empezaba a crecer a tiempo completo con sus propios méritos. En 2009, Quest empezó a interpretar un género musical denominado "Flip", que lo interpretó junto a Jumbo de Belén, sin abandonar la música contemporánea cristiana. Luego colaboró junto al actor y cantante filipino Sam Milby, a quien lo conoció en una iglesia. Gracias a Sam, se empezó a comercializar la música de Quest, donde se dio inicio a la primera producción de su primer álbum debut.

## Discografía

### Álbumes
- Revolución (2011)
- vision (2012)
- Conexión Vital (2013)